# Kątnik rdzawy
Kątnik rdzawy (Tegenaria ferruginea) – gatunek pająka z rodziny lejkowcowatych.

## Taksonomia
Gatunek ten opisany został w 1804 roku przez Panzera jako Aranea ferruginea. W 1875 do rodzaju Tegenaria przeniósł go Simon. W 2005 Guseinov i inni umieścili go w rodzaju Malthonica, ale po molekularno-morfologicznej rewizji Bolzerna, Burckhardta i Hänggiego z 2013 wrócił do rodzaju Tegenaria.
Epitet gatunkowy ferruginea pochodzi od łacińskiego słowa ferrugo, oznaczającego „rdzę”.

## Opis
Pająk ten osiąga długość ciała 12–15 mm u samic i 10–12 mm u samców. Ma karapaks z trzema ciemnymi, szerokimi, połksiężycowatymi plamkami na krawędzi i dwoma ciemnymi, podłużnymi i piłkowanymi pasami na grzbiecie. Jego szczękoczułki mają po 4 ząbki na przedniej i tylnej krawędzi oraz niekiedy ciemną plamkę pośrodku. Wzór na sternum składa się z trzech par symetrycznie rozmieszczonych jasnych kropek po bokach i jasnej przepaski przez środek, która z tyłu zwęża się lub zlewa z kropkami. Opistosoma ubarwiona jest ciemnobrązowawo z żółtawo nakrapianymi bokami i rudym pasem pośrodku wierzchu. Przednio-bocznie od tego pasa położone są krótkie, czarne kreski, a bardziej w tyle para białych kropek i 4–5 niewyraźnych szewronów. Dystalny brzeg trapezowatego stożeczka jest prosty lub umiarkowanie wcięty. Kądziołki przędne tylno-bocznej pary mają człon nasadowy dłuższy niż odsiebny.
Na odnóżach występują obrączki o ciemniejszych granicach. Trichobotria występują w liczbie 6–8 na stopach odnóży krocznych, a także na stopach nogogłaszczków i cymbium. To ostatnie jest u samców stosunkowo krótkie. Ponadto aparat kopulacyjny samca cechuje konduktor o wydłużonej i zakrzywionej części dystalnej oraz krótkiej i ściętej końcówce brzusznej i płytkowatej końcówce grzbietowej. Apophysis tibialis retrolateralis złożona jest z trzech odgałęzień: brzuszne jest szeroko płatowate i wyciągnięte dystalnie w listewkę, brzuszne jest szerokie i dystalnie ścięte, a grzbietowe silnie zesklerotyzowane i dystalnie zakończone rozwartokątnym szpicem.
Samica ma epigyne z małą błoniastą częścią środkową oraz wklęśniętą przednią krawędzią sklerytu tylnego. Jej wulwa zawiera przewody kopulacyjne bez rozróżnialnych spermatek (ang. combined ducts), oddalone od siebie o mniej niż ich średnice, oraz przewód zapładniający w postaci liściokształtnych przydatek.

## Występowanie
Gatunek europejski, ale zawleczony też do Wenezueli. Podawany z Austrii, Belgii, Bułgarii, Czech, Danii, Francji, Grecji (włącznie z wyspami), Hiszpanii, Holandii, byłej Jugosławii, Liechtensteinu, Macedonii Północnej, Niemiec, Polski, Portugalii (w tym z Azorów), Rumunii, Słowacji, Słowenii, Szwecji, Szwajcarii, Węgier, Wielkiej Brytanii i Włoch.
Zasiedla spękania na ścianach budynków, drewnianych płotach jak i korze pni drzew.